# Antennarius hispidus
El pez sapo peludo (Antennarius hispidus) es una especie de pez del género Antennarius, familia Antennariidae. Fue descrita científicamente por Bloch & Schneider en 1801.
Está clasificada como una especie marina inofensiva para el ser humano. El largo total (TL) es de 20 centímetros.

## Distribución
Se distribuye por la región del Indo-Pacífico occidental: África Oriental, India y Malasia hasta Molucas, el norte hasta Taiwán y sur hasta Australia.

## Hábitat
Se ha registrado a profundidades de hasta 90 metros y puede ser encontrado en arrecifes rocosos y coralinos poco profundos.